# 白克蘭電流

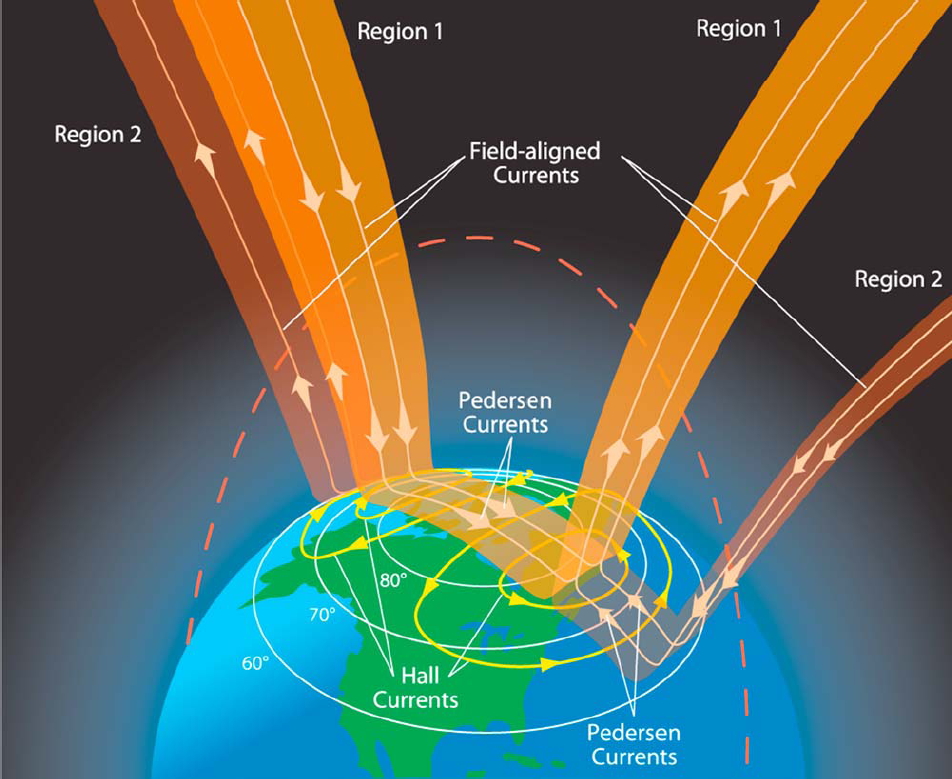
白克蘭電流或場匹配電流與電離層電流系統聯結的示意圖。

白克蘭電流是沿著聯結地球磁層的磁場線流進地球高緯度電離層的一股電流。在地球的磁層，這股電流由太陽風和行星際磁場以及體積龐大的電漿驅動著（由行星際磁場間接的驅動著它們的對流）。白克蘭電流的強度與磁層中的活動一起變化（例如在副暴期間）。在朝上的電流片（電子向下流動）中小尺度的擾動加速磁層中的電子，當它們抵達大氣層的上層，就會創造出極光（南極光和北極光）。在高緯度的點離層（或極光帶），白克蘭電流經由在該區電離層垂直於磁場線的極光電噴接通。兩對白克蘭電流在場匹配電流片中成對的出現，一對由正午處通過黃昏側延伸到子夜處，另一對從正午區經由黎明側也延伸到子夜區。在極光帶高緯度這一側的電流片稱為第一區，低緯度那一側的電流片稱為第二區。
這種電流是曾經遠征北極圈研究極光的挪威探險家兼物理學家克里斯汀·白克蘭在1908年預測的。他使用簡單的測量磁場儀器，重新發現安德斯·攝爾修斯和他的助理奧洛夫·約爾特在一個多世紀前的發現：當極光出現時磁強計會改變方向。這可能只意味著電流在大氣層之上流動，但他從理論上說明不知何故太陽會發出陰極射線，和從現在被稱太陽風的粒子進入地球的磁場並創造出電流，從而產生極光。這種看法受到當時其他的研究者蔑視，但在1967年，一顆衛星被發射進入極光帶，顯示白克蘭預測的電流確實存在。為了尊崇他和他的理論，這種電流被命名為白克蘭電流。在露西·賈戈的書中對白克蘭電流的發現有著很好的說明。
瑞典阿爾芬實驗室的名譽教授卡爾-貢內·菲爾塔馬寫道："為甚麼對白克蘭電流特別感興趣？是因為電漿被迫攜帶它們，而它們會導致大量的物理過程（波、不穩定性、精細結構的形成）。這些又回過頭來導致像是包括正和負的帶電粒子加速、和元素分離（像是氧離子的差別彈射）。瞭解這兩類現象在天文物理上獲得的利益遠超過了解我們地球自己的太空環境。"

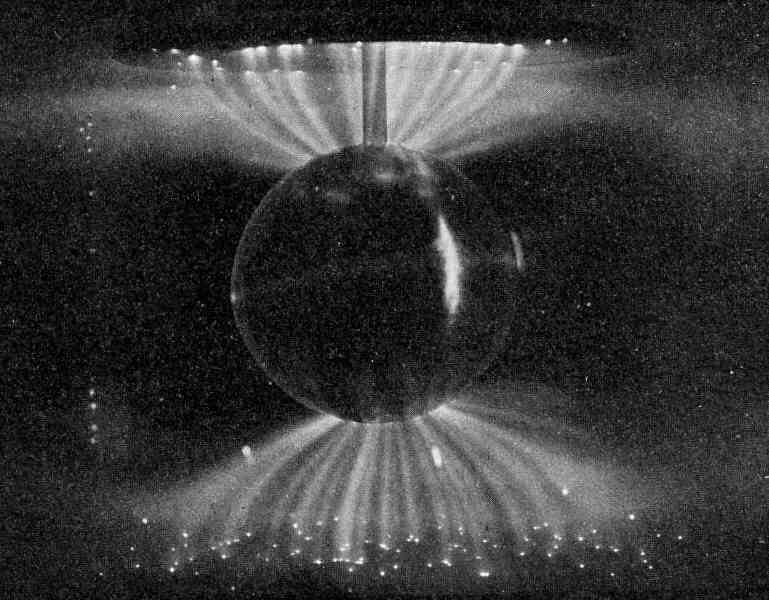
科學家克里斯汀·白克蘭在真空室中以磁化的小球地球儀做正極，創造出與極光類似的白克蘭電流。

## 特性
在寧靜時期的白克蘭電流攜帶著約10萬安培的電流，而在地磁擾動期間的電流會超過100萬安培。白克蘭在1908年就曾估計電流的高度在"幾百公里，並且強度達到百萬安培"。電離層的電流與場匹配電流的聯結使上層的大氣層因為電離層有限的導電率而被加熱。這些熱（也就是焦耳熱）從電離層的電漿轉移給較上層大氣層的氣體，這些氣體會上升和增加低空人造衛星所受到的阻尼。
白克蘭電流也可以在實驗室中使用多億萬瓦脈衝功率發電機組創造出來。這結果產生的截面模式顯示在形成的渦旋中有一個中空的電子束，稱為Diocotron不穩定性（類似開爾文-亥姆霍茲不穩定，但並不相同），隨後就導致纖維化。這種渦旋可以視為在極光中的"極光卷髮" 。
白克蘭電流也是電漿現象中被稱為Z箍縮的一類，所以這樣命名是因為產生水平的磁場在Z軸的方向上產生對電流的箍縮，使電流成為絲狀的纜索。這也可以扭絞，產生像編織繩子的螺旋扭曲，而這最近似於白克蘭電流。平行且成對的白克蘭電流也由安培力定律進行交互作用：朝著相同方向運動，平行的白克蘭電流將因為與距離成反比的電磁力互相吸引；但移動方向相反，平行的白克蘭電流將會互相排斥。在兩股方向相反遠距作用平行力的白克蘭電流之間也有短距的圓形元件作用力。
沿著白克蘭電流移動的電子可能會受到雙層電漿的加速。如果此結果導致電子接近相對論速度（即如果它們的速度接近光速），它們隨後可能會產生本內特糾結（Bennett pinch），會在磁場內造成電子螺旋和發出同步輻射，包括無線電波、光學（即可見光）、和伽瑪射線。

## 空間分佈和對太陽風的響應

在電離層高度上，場向電流在2007年6月4日的變化。該日太陽風出於中等演化水平。該動畫是開源模式MFACE的預測，基於NASA OMNI 提供的太陽風參數。 MFACE是基於CHAMP衛星積累十年的磁場觀測而構建的場向電流經驗模型。該動畫相鄰兩幀的時間間隔代表5分鐘。

白克蘭電流是沿著地球磁場的磁力線分佈的。由於地球磁場在大尺度上是穩定可預測的，如果知道了白克蘭電流在某一高度的強度分佈，也就能推算出其在三維空間的強度分佈。因此，Iijima and Potemra用白克蘭電流電流在電流層高度（比如110km高度）的投影來概況其空間分佈。在電流層高度上，白克蘭電流呈現出環狀結構。該電流分佈對太陽風擾動非常敏感。在擾動強烈的情況下，該電流分佈可以在10分鐘內在子午向變化10°緯度。該子午向變化對太陽風的響應呈現出延時，在正午時段大概花費20分鐘，而在子夜附近需要花費70到90分鐘。

## 歷史

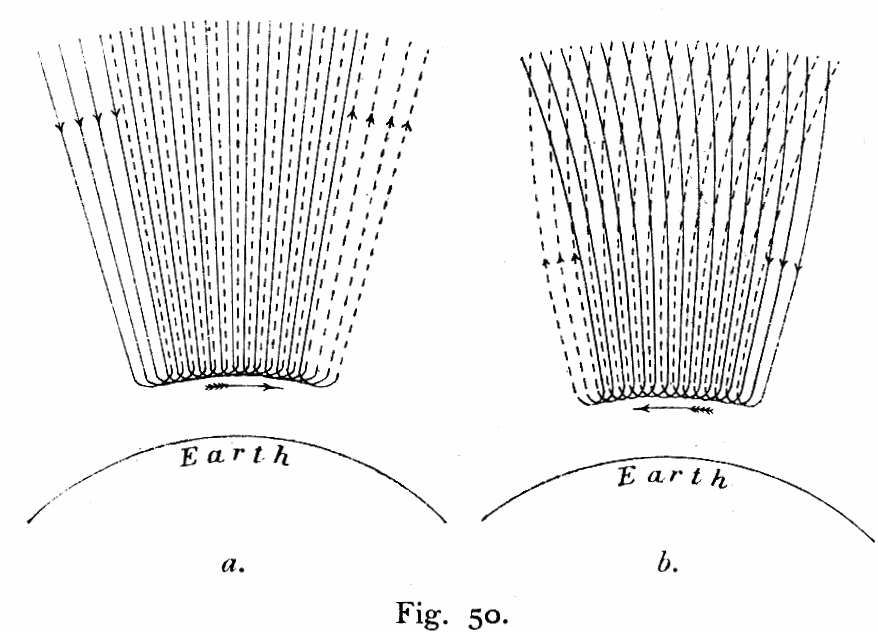
克里斯丁·白克蘭在1908年預言極光內有電子。他在第95頁寫道："那裏的電流被想像成是由太陽延伸出來的帶電微粒進入所引發的主要次級效應，和到目前為止如前為所述的第二種可能性"。和第105頁："圖50a代表了在風暴中心的電流走向是西向的，和圖50b的電流是向東移動的。

克里斯丁·白克蘭在1908年首度建議在極光裡的電流被想像成是由太陽延伸出來的帶電微粒進入所引發的主要次級效應，這個說法似乎成為不切實際的說法。白克蘭的想法通常都被忽略，而來自一位英國數學家悉尼·查普曼的理論卻受到支持。
在1939年，瑞典工程師兼電漿物理學家漢斯·阿耳芬在一篇論為中推崇白克蘭的想法，發表電流產生自太陽風。在1964年，阿耳芬的同事，羅爾夫·波斯敦（Rolf Boström），也在新的極光電噴模型中使用場向電流。
白克蘭的極光理論在探測器進入太空之後終於得到證明。美國海軍在1963年發射的衛星，1963-38C攜帶了磁強計探測電離層，得到了關鍵性的結果。在1966年，阿耳芬·史慕達（Alfred Zmuda）、馬丁（J.H. Martin）、和海寧（F.T.Heuring）分析了衛星磁強計的結果，並且報告它們發現磁場對極光造成的擾動。在1967年，亞力克斯·戴斯（Alex Dessler）和它的一位畢業學生大衛·卡明斯（David Cummings）寫了一篇論文，討論史慕達等人發現的場向電流。阿耳芬事後認定由戴斯"發現的電流是白克蘭之前預測的"，它應該被稱為白克蘭·戴斯電流。因此，1967年是白克蘭的理論終於被承認和獲得正名的確實日期。在1969年，Milo Schield、亞力克斯·戴斯和約翰·弗里曼（John Freeman）首度使用"白克蘭電流"這個名稱；在1970年，史慕達、阿姆斯壯（Armstrong）和海寧寫了另一篇論文同意他們觀測到的場向電流和卡明斯、戴斯、和波斯敦所建議的是相容的。

## 參考資料

可能在電漿內發展的白克蘭電流內複雜的自縮磁場線和電流路徑（圖15.3.2，Alfvén and Arrhenius, 1976）。

## 進階讀物
書籍
- Egeland, Alv, Burke, William J.,(2005), Kristian Birkeland, The First Space Scientist[永久], Springer pp. 221, ISBN 1-4020-3293-5
- Peratt, Anthony (1992), Physics of the Plasma Universe, Birkeland Currents in Cosmic Plasma (p. 43-92), Springer-Verlag, ISBN 0-387-97575-6 and ISBN 3-540-97575-6
- Ohtani, Shin-ichi; Ryoichi Fujii, Michael Hesse and Robert Lysak, editors (2000), Magnetospheric Currents Systems, Am. Geophys. Union, Washington, D.C., ISBN 0-87590-976-0.

期刊
- Rostoker, G.; Armstrong, J. C.; Zmuda, A. J. (1975), Field-aligned current flow associated with intrusion of the substorm-intensified westward electrojet into the evening sector", J.  Geophys. Res. , vol. 80, Sept. 1, 1975, p. 3571-3579, doi:10.1029/JA080i025p03571
- Potemra, T. A. "Birkeland currents in the earth's magnetosphere （页面存档备份，存于）", from a Special Issue of Astrophysics and Space Science （页面存档备份，存于）" Dedicated to Hannes Alfvén on his 80th Birthday (Astrophysics and Space Science, vol. 144, no. 1-2, May 1988, p. 155-169, doi:10.1007/BF00793179
- Alfvén, Hannes, On the Filamentary Structure of the Solar Corona (1963) The Solar Corona; Proceedings of IAU Symposium no. 16 held at Cloudcroft, New Mexico, U.S.A. 28–30 August 1961. Edited by John Wainwright Evans. International Astronomical Union. Symposium no. 16, Academic Press, New York, 1963., p. 35
- Alfvén, Hannes, Currents in the Solar Atmosphere and a Theory of Solar Flares (March 1967) ) Solar Physics, V 1,  2, pp. 220–228, doi:10.1007/BF00150857
- Alfvén, Hannes, On the Importance of Electric Fields in the Magnetosphere and Interplanetary Space (1967) Space Science Reviews, Volume 7, Issue 2-3, pp. 140–148, doi:10.1007/BF00215591
- Carlqvist, P., Cosmic electric currents and the generalized Bennett relation （页面存档备份，存于）, Astrophysics and Space Science (ISSN 0004-640X), vol. 144, no. 1-2, p. 73-84. (May 1988) doi:10.1007/BF00793173
- Cloutier, P. A.; Anderson, H. R. Observations of Birkeland currents Space Science Reviews, 17, p. 563-587, Mar.-June 1975, doi:10.1007/BF00718585
- Potemra, T. A. Observation of Birkeland currents with the TRIAD satellite, Astrophysics and Space Science, 58, 1, Sept. 1978, doi:10.1007/BF00645387

## 外部連結
- Plasma fibres and Walls
- Electric Currents and Transmission Lines in Space （页面存档备份，存于）
- Johns Hopkins University/Applied Physics Lab. Global Birkeland Currents
- Active Magnetosphere and Planetary Electrodynamics Response Experiment (Project AMPERE) （页面存档备份，存于）